# رنسانس اتونی

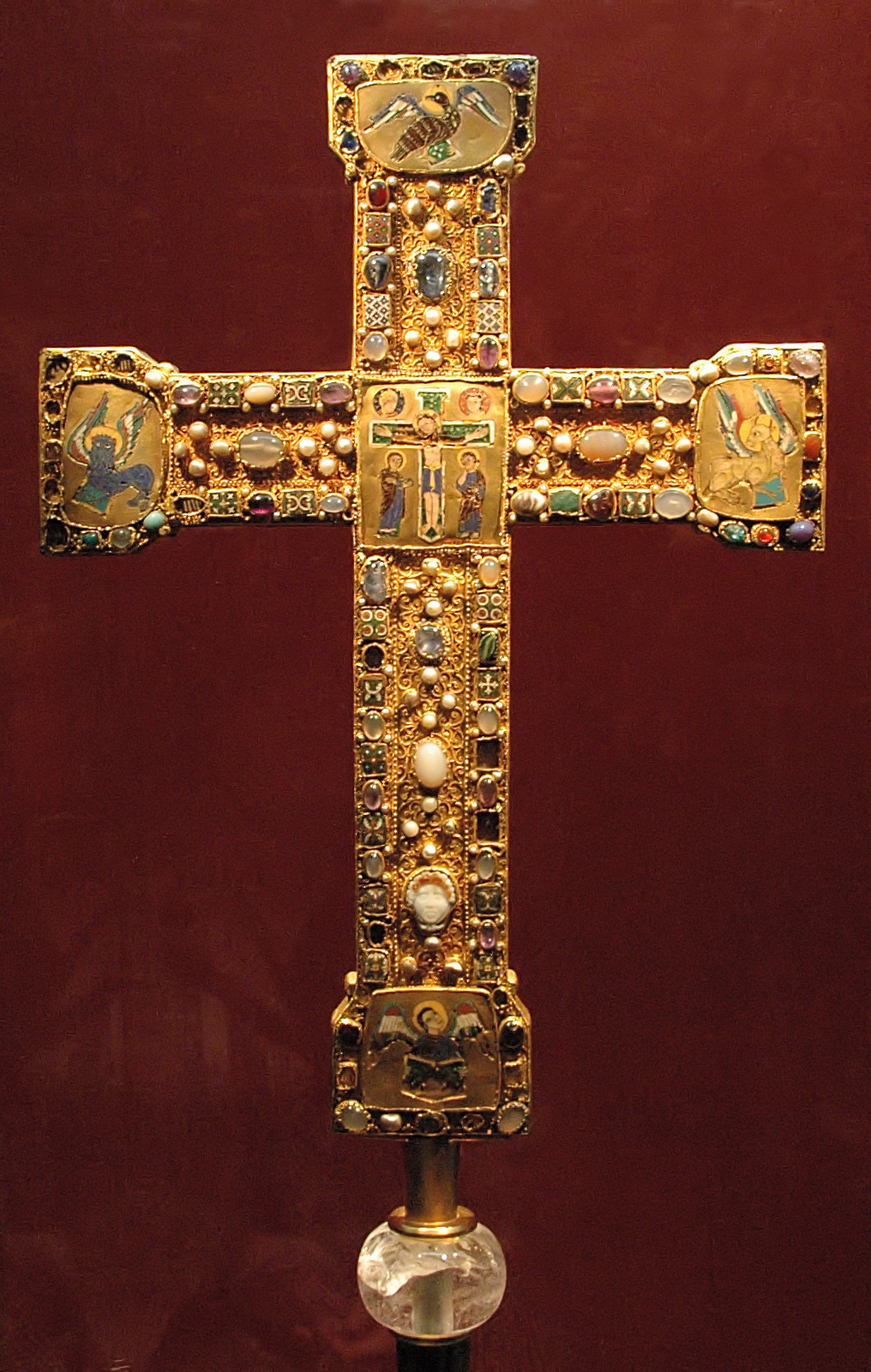
صلیب مقدس میناکاری شده از کلیسای سابق اسِن، ۱۰۰۰ میلادی

رنسانس اتونیان (انگلیسی: Ottonian Renaissance) رنسانسی است متشکل از هنر بیزانسی و هنر دوران باستان متأخر که در اروپای مرکزی و جنوبی مصادف با فرمانروایی امپراتور مقدس روم و در زمان حکومت سه پادشاه از دودمان اتونی با نام‌های اتوی یکم (۹۳۶–۹۷۳)، اتوی دوم (۹۷۳–۹۸۳) و در نهایت اتوی سوم (۹۸۳–۱۰۰۲) به رشد و بالندگی رسید که این پادشاهان، حامی و پشتیبان این جنبش رنسانس بودند. رنسانس اتونیان، به عنوان بخشی از رنسانس‌های سه‌گانهٔ قرون وسطی شناخته می‌شود.

## نگارخانه

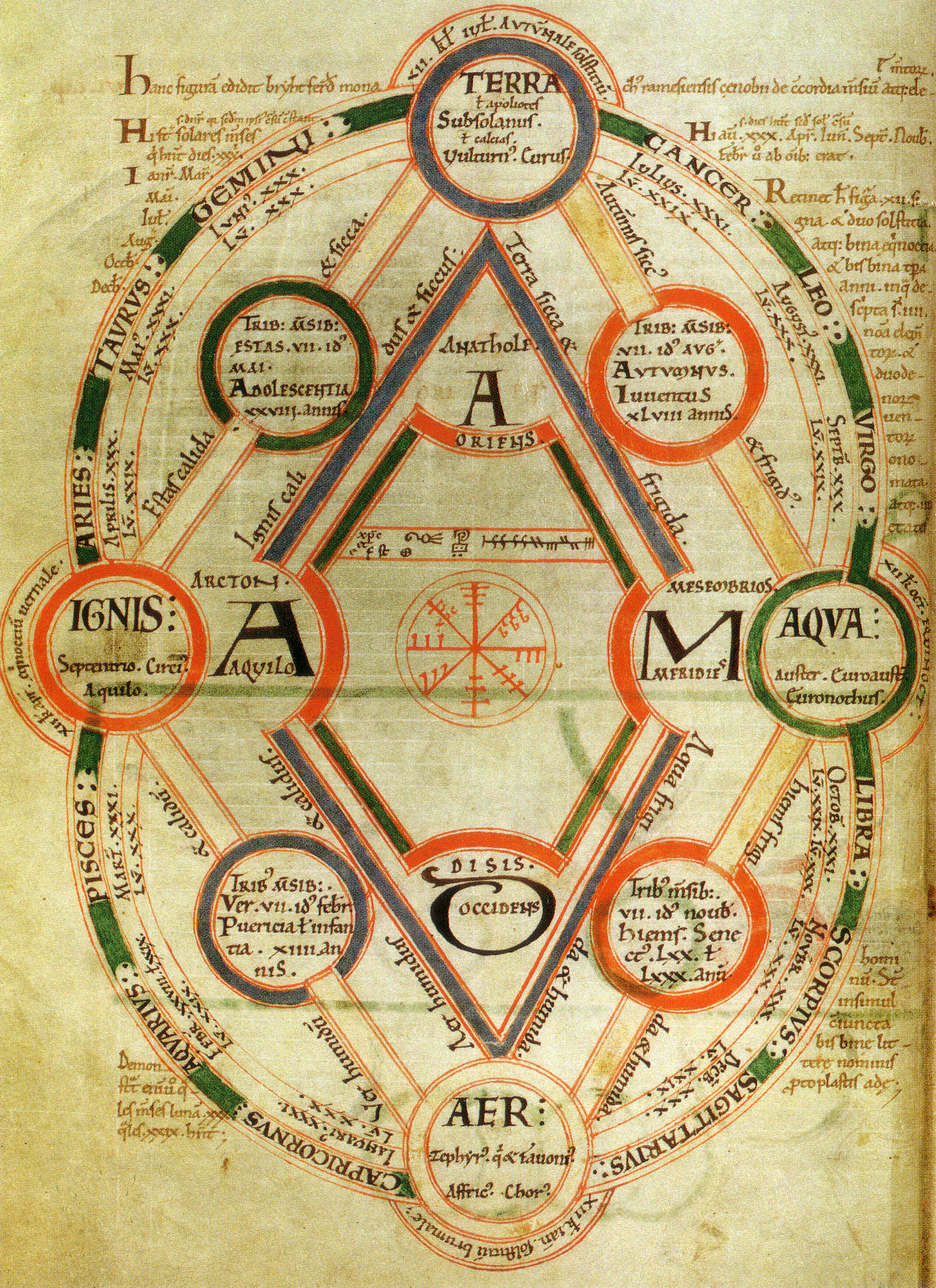
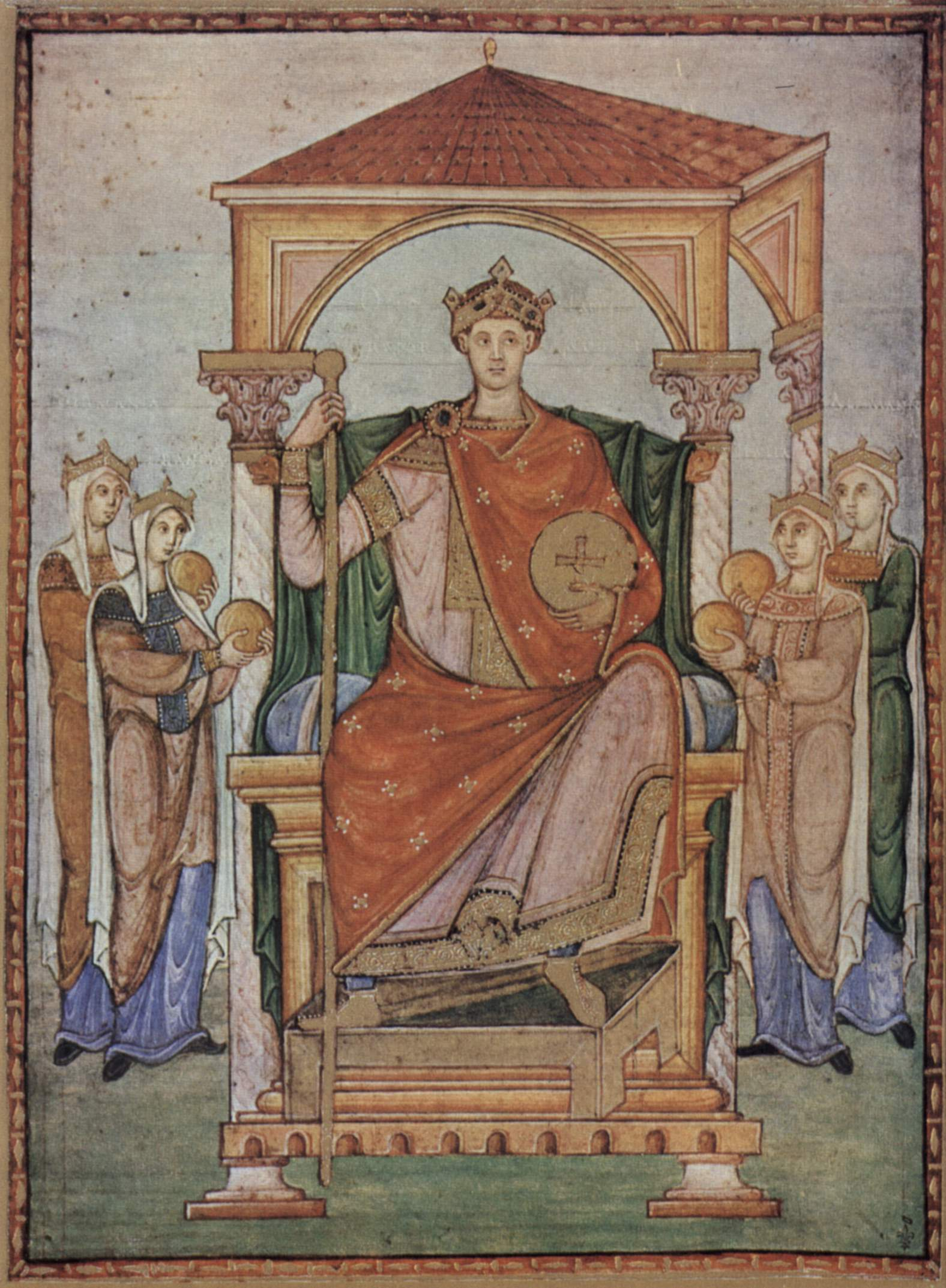